# Christine Thiemt
Christine Thiemt (* 18. März 1965 in Innsbruck) ist eine österreichische Schriftstellerin und Übersetzerin.

## Leben
Thiemt besuchte in Innsbruck die Volksschule und anschließend das Realgymnasium, wo sie ihre schulische Laufbahn mit Bestehen der Maturaprüfung 1983 beendete. Anschließend absolvierte sie bis 1988 am Institut für Übersetzerausbildung der Universität Innsbruck ein Studium als Übersetzerin für Englisch und Spanisch. Nach ihrem Abschluss heiratete sie und zog nach Neckarsulm, wo sie bis heute lebt und arbeitet.

## Wirken
Christine Thiemt schreibt nach eigener Aussage seit 1980 Gedichte und seit Anfang der 1990er Jahre auch Kurzgeschichten. Als prägenden Einfluss für ihre Arbeit gibt sie zwei Reisen nach Rumänien in den Jahren 1998 und 2003 an.
Neben dem Verfassen eigener Texte und Lesungen aus ihren eigenen Arbeiten engagierte sich Christine Thiemt bis zu deren Auflösung 2023 in der Autorinnenvereinigung, einem internationalen Netzwerk für deutschsprachige Schriftstellerinnen und Autorinnen aller Genres, für die Förderung des weiblichen Schreibens. So gehörte sie 2022 der Jury für den Goldstaub Wettbewerb der Autorinnenvereinigung an.
Im Hauptberuf war Christine Thiemt von 1991 bis 2023 bei einem Automobilunternehmen angestellt. Seit 2023 ist sie Mitarbeiterin eines Beratungsunternehmens.

## Publikationen (Auswahl)
- Kartause von Villeneuve-les-Avignon. In: „Erschrick nicht vor dem Rot meiner Lippen.“ Neue Gedichte von Leserinnen. Ullstein Verlag, Frankfurt am Main und Berlin 1994. ISBN 978-3-548-30324-6
- Zwei und Oben an den Drähten im Regen. In: Südlich liegt die Sanftmut. Neue Gedichte von Leserinnen. Ullstein Verlag, Frankfurt am Main und Berlin 1996. ISBN 978-3-548-30397-0
- Drei Schwestern. Bettina-von-Arnim-Preis 1994 im, Stimmen von morgen. Die besten Kurzgeschichten aus dem Bettina-von-Arnim-Preis 1994 der Zeitschrift 'Brigitte'. Hrsg. von Ulrike Bauer-Eberhardt, Piper Verlag, 1994. ISBN 978-3-492-11944-3
- Gedächtnisprotokoll. In: Realitätsverluste. 'Allegra'-Literaturwettbewerb. Droemer Knaur, München 2001. ISBN 978-3-426-62081-6
- Erzähl mir was vom Pferd. In: Einfalt – Vielfalt. Erzählungen, Essays, Szenen, Gedichte. Texte zum 14. Würth-Literatur-Preis. Swiridoff Verlag, Künzelsau 2003. ISBN 978-3-899-29010-3
- Es war einmal. In: Männlichkeitsrituale. Handkuss und Verbeugung. Texte zum 16. Würth-Literaturpreis. Swiridoff Verlag, Künzelsau 2005. ISBN 978-3-899-29070-7
- Das Kirchenkapitel. In: Jahrbuch der Lyrik 2005. Hrsg. von Michael Lentz, Verlag C.H.Beck, München 2004.
- The Walking Tree. In: Jahrbuch der Lyrik 2007. Hrsg. von Silke Scheuermann, Verlag C.H.Beck, Frankfurt am Main 2006. [aufgenommen auch in  25. Jahrbuch der Lyrik. Die schönsten Gedichte aus 25 Jahren. S. Fischer, Frankfurt am Main 2007]
- Engelhaus. In: Leben in der Stadt. Literaturpreis des Bezirks Schwaben 2008. Wißner-Verlag, Augsburg 2008. ISBN 978-3-896-39676-1
- Bärenfell. In: In den Bergen. Literaturpreis des Bezirks Schwaben 2010. Wißner-Verlag, Augsburg 2010. ISBN 978-3-89639-676-1

## Auszeichnungen
- 1993: Preisträgerin Lyrikwettbewerb der Zeitschrift Journal für die Frau
- 2000: 1. Preis Wiener Werkstattpreis
- 2001: 1. Preis Literaturwettbewerb des Vereins Literatenohr
- 2001: 3. Preis Mellrichstädter Literaturpreis
- 2004: 3. Preis 5. Rheinsberger Autorinnenforum der Autorinnenvereinigung
- 2010: 3. Preis Schwäbischer Literaturpreis
- 2018: Autorin des Jahres der Autorinnenvereinigung e.V.